# Страхоядица
Страхоядица (на македонска литературна норма: Страхојадица; на албански: Strugodica, Strugudica) е село в община Зелениково на Северна Македония.

## География
Селото е разположено в областта Торбешия на десния бряг на Вардар в Таорската клисура.

## История
В XIX век Страхоядица е село в Скопска каза на Османската империя. Според статистиката на Васил Кънчов („Македония. Етнография и статистика“) от 1900 година Стракоядица е населявано от 240 жители арнаути мохамедани.
След Междусъюзническата война в 1913 година селото попада в Сърбия.
На етническата си карта от 1927 година Леонард Шулце Йена показва Страхоядица (Strahojadica) като албанско село.
Според преброяването от 2002 година селото има 268 жители – 267 албанци и 1 македонец.